# Rumesnil
Rumesnil település Franciaországban, Calvados megyében. Lakosainak száma 88 fő (2022. január 1.). Rumesnil Cambremer, Beaufour-Druval, Léaupartie, Repentigny, Victot-en-Auge és Cambremer községekkel határos.

## Népesség
A település népessége az elmúlt években az alábbi módon változott:
| Lakosok száma | 122  | 78   | 67   | 91   | 96   | 100  | 101  | 94   | 90   | 88   |
|               | 1968 | 1982 | 1990 | 2006 | 2013 | 2015 | 2017 | 2019 | 2020 | 2022 |